# 데빌리언
데빌리언은 핵&슬래쉬 MMORPG 데빌리언 이란 온라인 게임으로 지노 게임즈와 NHN엔터테인먼트에서 출시한 게임이지만 2015년 9월 21일에 서비스가 종료되었다.